# La Seca
La Seca is een gemeente in de Spaanse provincie Valladolid in de regio Castilië en León met een oppervlakte van 65,90 km². La Seca telt 1.105 inwoners (1 januari 2016).